# Darby (Montana)
Darby és una població dels Estats Units a l'estat de Montana. Segons el cens del 2000 tenia 710 habitants.

## Demografia
Segons el cens del 2000, Darby tenia 710 habitants, 279 habitatges, i 176 famílies. La densitat de població era de 517,2 habitants per km².
Dels 279 habitatges en un 36,9% hi vivien nens de menys de 18 anys, en un 41,9% hi vivien parelles casades, en un 14% dones solteres, i en un 36,9% no eren unitats familiars. En el 30,5% dels habitatges hi vivien persones soles el 10,8% de les quals corresponia a persones de 65 anys o més que vivien soles. El nombre mitjà de persones vivint en cada habitatge era de 2,54 i el nombre mitjà de persones que vivien en cada família era de 3,2.
Per edats la població es repartia de la següent manera: un 32,3% tenia menys de 18 anys, un 9% entre 18 i 24, un 26,9% entre 25 i 44, un 22,5% de 45 a 60 i un 9,3% 65 anys o més.
L'edat mediana era de 33 anys. Per cada 100 dones de 18 o més anys hi havia 91,6 homes.
La renda mediana per habitatge era de 25.221 $ i la renda mediana per família de 27.500 $. Els homes tenien una renda mediana de 21.071 $ mentre que les dones 20.781 $. La renda per capita de la població era d'11.658 $. Aproximadament el 19,5% de les famílies i el 24% de la població estaven per davall del llindar de pobresa.

## Poblacions més properes
El següent diagrama mostra les poblacions més properes.